# فلسفة الحركة

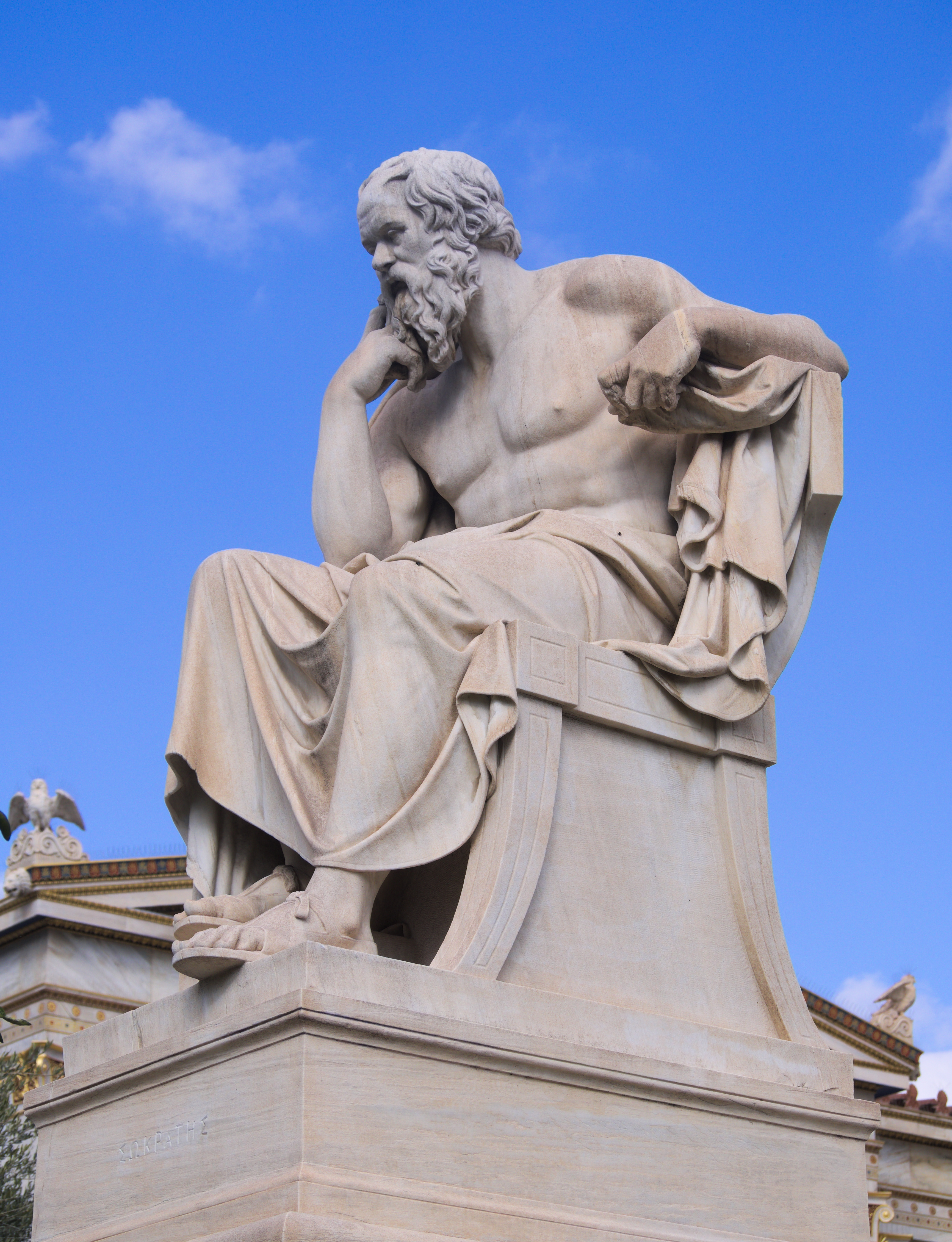
تمثال سقراط في أكاديمية أثينا

فلسفة الحركة هي فرع من فروع الفلسفة تهتم باستكشاف الأسئلة المتعلقة بوجود وطبيعة الحركة. تتعلق الأسئلة المركزية لهذه الدراسة بنظرية المعرفة وعلم الوجود للحركة، وما إذا كانت الحركة موجودة كما ندركها، وما هي، وإذا كانت موجودة، فكيف تحدث. فلسفة الحركة مهمة في دراسة نظريات التغيير في النظم الطبيعية وترتبط ارتباطًا وثيقًا بدراسات المكان والزمان في الفلسفة.
كانت فلسفة الحركة موضع اهتمام الفلاسفة اليونانيين والرومان القدماء، ولا سيما الفلاسفة ما قبل سقراط مثل بارمينيدس وزينون الإيلي وهرقليطس وديموقريطوس. على هذا النحو، كانت لها تأثير في تطوير فلسفة العلم بشكل عام.